# Lokomotiva 150
Lokomotiva řady 150 (po rekonstrukci 150.2) je elektrická lokomotiva vyrobená firmou Škoda Plzeň v roce 1978 (tovární typ 65E) pro Československé státní dráhy (ČSD). Vznikla vypuštěním střídavé části z lokomotivy 350. Při rozdělení ČSD připadly všechny existující stroje Českým drahám. Lokomotiva o výkonu 4 000 kW a vybavená odporovou regulací je určena pro vozbu těžkých rychlíků na systému stejnosměrného napětí 3000 V.
Měla přezdívku banán (podle nejčastějšího žluto-zeleného nátěru) nebo (pražská) dvojka (podle původního řadového označení E499.2, někdy taktéž proto, že byla jako „číslo 2“, ve stínu starších a jednodušších strojů řady E499.1).[zdroj?]
Posledních 6 lokomotiv 150.2 ČD dojezdilo na konci roku 2024 na lince R41 z Prahy do Kutné Hory v souvislosti s nasazením nových jednotek 640.2.

## Historie
Na počátku 70. let, kdy se hmotnosti dálkových rychlíků stále zvyšovaly, bylo jasné, že již více než 10 let staré lokomotivy řady E 499.1 (141) jsou na dopravu takovýchto vlaků příliš slabé. U souprav čítajících i více než 15 osobních vozů bylo nutné v některých sklonově náročných úsecích (např. Vsetín – Horní Lideč – Púchov) přivěšovat postrkovou lokomotivu, v některých případech byly vlaky vedeny dokonce dvojicemi lokomotiv a navíc trvalý výkon okolo hodnoty 2 MW spolu s maximální rychlostí 120 km/h neumožňoval dosahovat potřebné dynamiky jízdy (trakční charakteristika lokomotiv byla vhodná spíše pro dopravu lehčích vlaků). V případě nedostatku řady 141 se na těchto vlacích používaly ještě starší stroje řady 140 (E 499.0).
Roku 1969 byly v podniku Škoda objednány stroje budoucí řady 350 (ES 499.0) nové generace a proto vznikl nápad od nich odvodit čistě stejnosměrnou lokomotivu obdobných parametrů, která by nahradila řady 140 a 141 na nejprestižnějších výkonech (např. rychlíky Dukla, Laborec, Vihorlat a další). Po zkouškách prototypů řady 350, které dopadly s pozitivními výsledky, objednalo Federální ministerstvo dopravy ve Škodě počátkem roku 1975 jednorázovou sérii 27 kusů řady E 499.2 (dnes 150).

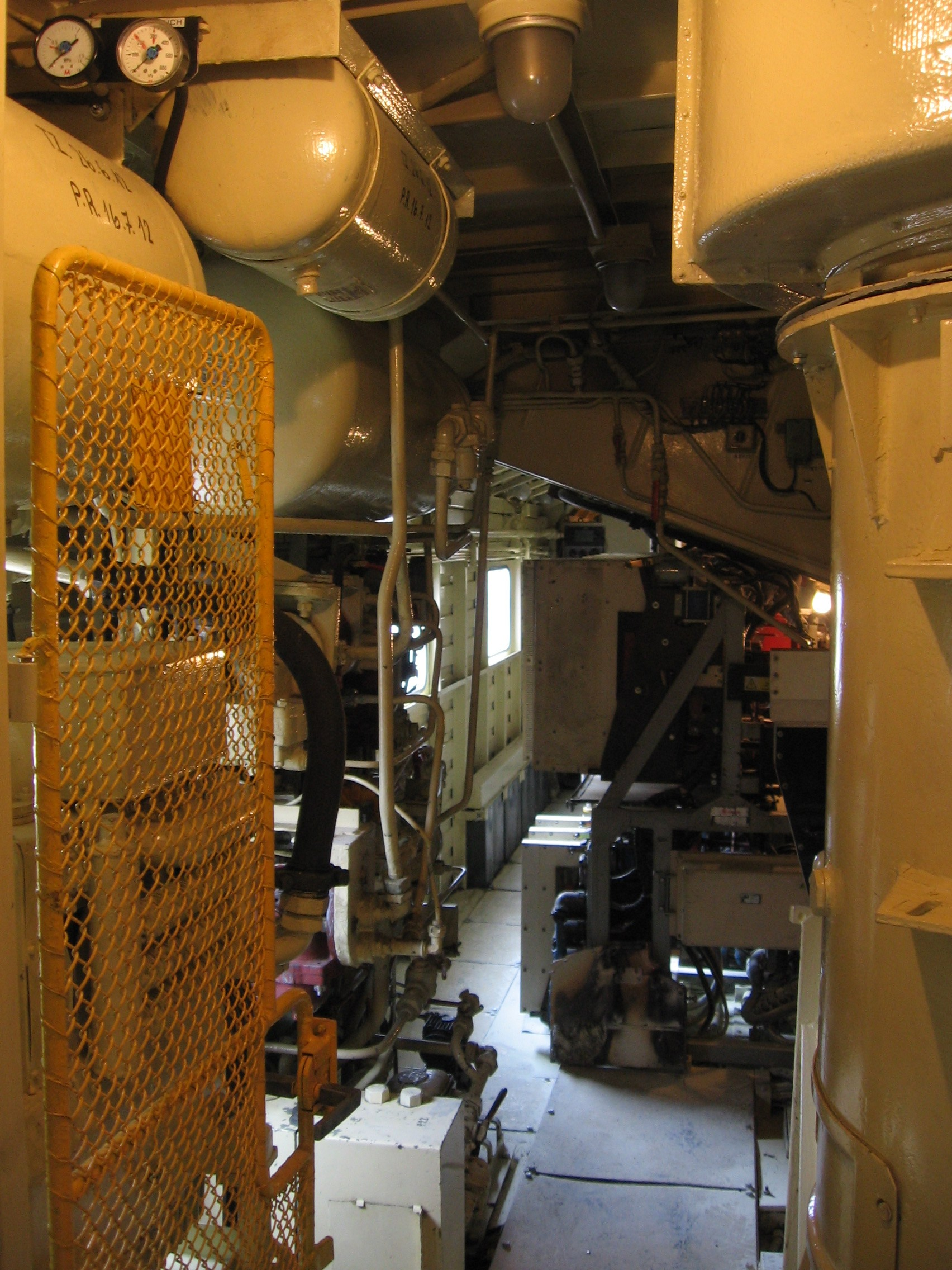
Pohled do strojovny

Lokomotivy byly na podzim 1978 dodány do LD Praha střed; i když se původně uvažovalo o přidělení části lokomotiv do depa Košice, nestalo se tak. V roce 2000 bylo zrušeno depo na Masarykově nádraží (dříve Praha střed) a k 1. říjnu téhož roku byly všechny lokomotivy převedeny do provozní jednotky Vršovice. V prosinci 2013, se začátkem nového grafikonu, bylo všech 13 strojů odvozené řady 151 (viz Rekonstrukce) po 35 letech přesunuto do depa Bohumín, částečně i proto, že byly v posledních letech lokomotivy čím dál víc obsazovány strojvedoucími právě z tohoto depa a do Vršovic byly dodány nové stroje řady 380. O dva roky později se další lokomotivy přesunuly do dep v Bohumíně a Olomouci, kde měly sloužit jako záložní za řady 151 a 380.

## Technický popis
V převážné části je lokomotiva je odvozena od řady 350, oproti které je vypuštěna část pro provoz na střídavém systému a jsou provedeny další změny, například první sériové využití tzv. unifikovaného stanoviště strojvedoucího (nejprve vyzkoušeno na posledním stroji 350.020). Koncepčně jde o stroj klasického skříňového uspořádání se dvěma stanovišti strojvedoucího na koncích rámu, mezi nimiž se nachází strojovna. Celá skříň je posazena na dvou dvounápravových podvozcích, kde obdobně jako u řady 350 nejsou spojeny mezipodvozkovou vazbou. Regulace výkonu je odporová s hlavním kontrolérem umístěným ve strojovně. K pohonu jednotlivých dvojkolí slouží čtyři trakční motory, uložené v podvozcích.
Brzdová výstroj se skládá z klasické přímočinné a samočinné tlakové brzdy, doplněné EDB o výkonu 3 600 kW. EDB je k dispozici až do rychlosti 45 km/h, při nižší rychlosti je plynule nahrazena samočinnou tlakovou brzdou. Odporník je umístěn na střeše. Z výroby byly lokomotivy osazeny tehdy revolučním systémem ARR (Automatická regulace rychlosti); šlo o jeho první využití na elektrické lokomotivě v Československu (v motorové trakci se stala průkopníkem řada 754). V případě odporové elektrické lokomotivy se však systém ukázal jako nepříliš spolehlivý a nadměrně namáhal některé součásti kontroléru, později proto byl při rekonstrukcích demontován.

## Provoz
Lokomotivy byly konstruovány a vyráběny především s cílem zajistit vozbu nejdůležitějších rychlíků a expresů na hlavní trati Praha – Olomouc – Ostrava – Žilina – Košice, s možností jízdy i přes Vsetín, a nahradit tak nevyhovující stroje řad 140 a 141. Po léta zajížděly až do ukrajinského Čopu, tam se ale už od začátku devadesátých let neobjevují. Taktéž v dřívějších letech například jezdily do Chomutova, Děčín či s posilovými osobními vlaky do Berouna, to vše je však již minulostí. V letech 2011–13 nezajížděly do svých tradičních východoslovenských destinací jako jsou Košice či Bánovce nad Ondavou, GVD 2013/14 přinesl jejich opětovné nasazení na pár R 442/443 „Šírava“ bez přepřahu z Prahy až do Trebišova. V prosinci 2014 bylo s novým GVD toto zajíždění opět ukončeno, naopak rychlejší lokomotivy řady 151 zajížděly do Košic v čele pátečního posilového EC Košičan. V GVD 2016/17 se však ještě vrátily na vozbu rychlíků do Košic, objevovaly se na páru vlaků Eurocity 242/243 „Roháče“. Roku 2013 ale byl ukončen jejich provoz na trati přes Vsetín, což souviselo s nasazením nových vícesystémových strojů řady 380 (od roku 2015 i řady 361) a přepnutím stanice Púchov na střídavý systém, k čemuž došlo v srpnu 2015. Na odbočku z Přerova do Starého Města u Uherského Hradiště od března 2021 jezdily už jenom občas jako náhrada lokomotiv 193. Z důvodu poklesu potřeby strojů na těchto tratích proto začaly opět pravidelně jezdit na rychlících do Chebu, a to v úseku Praha - Ústí nad Labem. V roce 2023 jezdila ještě linku spěšných vlaků R41 z Prahy do Kutné Hory pod názvem Vrchlice. Od roku 2024 jsou na lince nasazeny třívozové elektrické jednotky Regiopanter, které mohou díky svému dvousystémovému provedení jezdit až do Čáslavi.[zdroj?] Objevují se také jako náhrada jiných lokomotiv na vlacích z Prahy do Ostravy, Děčína nebo Hradce Králové.
Z původní jednorázové série 27 kusů jich je stále v provozu už jen 22,[kdy?] stroje 150.017, 151.018 a 151.020 (původně E 499.2017, E 499.2018, E 499.2020) byly zničeny při nehodách. V roce 2021 byl odstaven z provozu stroj 150.221 z důvodu technické závady a nerentabilnosti opravy. Ze stejného důvodu byl začátkem listopadu 2021 odstaven i stroj 150.222.[zdroj?]
Byť byly tyto lokomotivy primárně určeny pro expresní osobní dopravu, sporadicky se objevovaly také v čele nákladních vlaků. Tradičně se jednalo především o poštovní expresy mezi Prahou a Ostravou, výjimečně i na jiných výkonech. V souvislosti s příchodem moderních lokomotivy do parku ČD začaly být lokomotivy řady 150.2 v roce 2023 pronajímány i do nákladní dopravy. Využívány byly rovněž pro zkušební jízdy tažených vozidel a to i v zahraničí.

## Rekonstrukce
Lokomotivy byly z výroby dodány s maximální rychlostí a převodem na 140 km/h. V té době však na území Československa prakticky neexistovaly tratě, kde by mohly této rychlosti dosahovat. Ty se ve větší míře začaly budovat až v devadesátých letech 20. století. V té době se však také změnily normy v části požadavků na provoz touto rychlostí, proto byla maximální rychlost lokomotiv administrativně omezena na 120 km/h.

V roce 1992 přistoupily ČSD k rekonstrukci jedné z lokomotiv na řadu 151, při které byl rovněž změněn převodový poměr, aby mohly tyto stroje dosahovat rychlosti 160 km/h. Takto bylo do roku 2002 rekonstruováno celkem 13 strojů. Zbylé lokomotivy měly však i nadále omezenou rychlost na 120 km/h. Tento stav se změnil až v roce 2007, kdy České dráhy přistoupily k postupné úpravě lokomotiv na řadu 150.2, jejímž cílem bylo zvýšení maximální rychlosti na 140 km/h. Potom již žádná lokomotiva řady 150 omezení na 120 km/h neměla.
V rámci vyvazovacích oprav navíc lokomotivy dostávaly nový korporátní lak, dnes[kdy?] je tak již většina strojů v různých variantách tohoto nátěru místo původní tradiční zelenožluté kombinace

## Nehody
Při železniční nehodě u Spišské Nové Vsi na Slovensku byl už 29. ledna 1981 zničen stroj E499.2017, když strojvůdce, zřejmě posilněný alkoholem, nerespektoval návěst Stůj a zezadu narazil do nákladního vlaku. Tehdy zánovní lokomotiva si tak zajezdila pouhých 2,5 roku. Lokomotiva byla fyzicky zlikvidována v ŽOS Vrútky.[zdroj?]

## Zrušené lokomotivy
- 150.221 – skelet odhozen na železničním hřbitově v České Třebové[zdroj⁠?!]
- 150.222 – zrušena na náhradní díly[zdroj⁠?!]
- 150.226 – zrušena na náhradní díly[zdroj⁠?!]

## Galerie

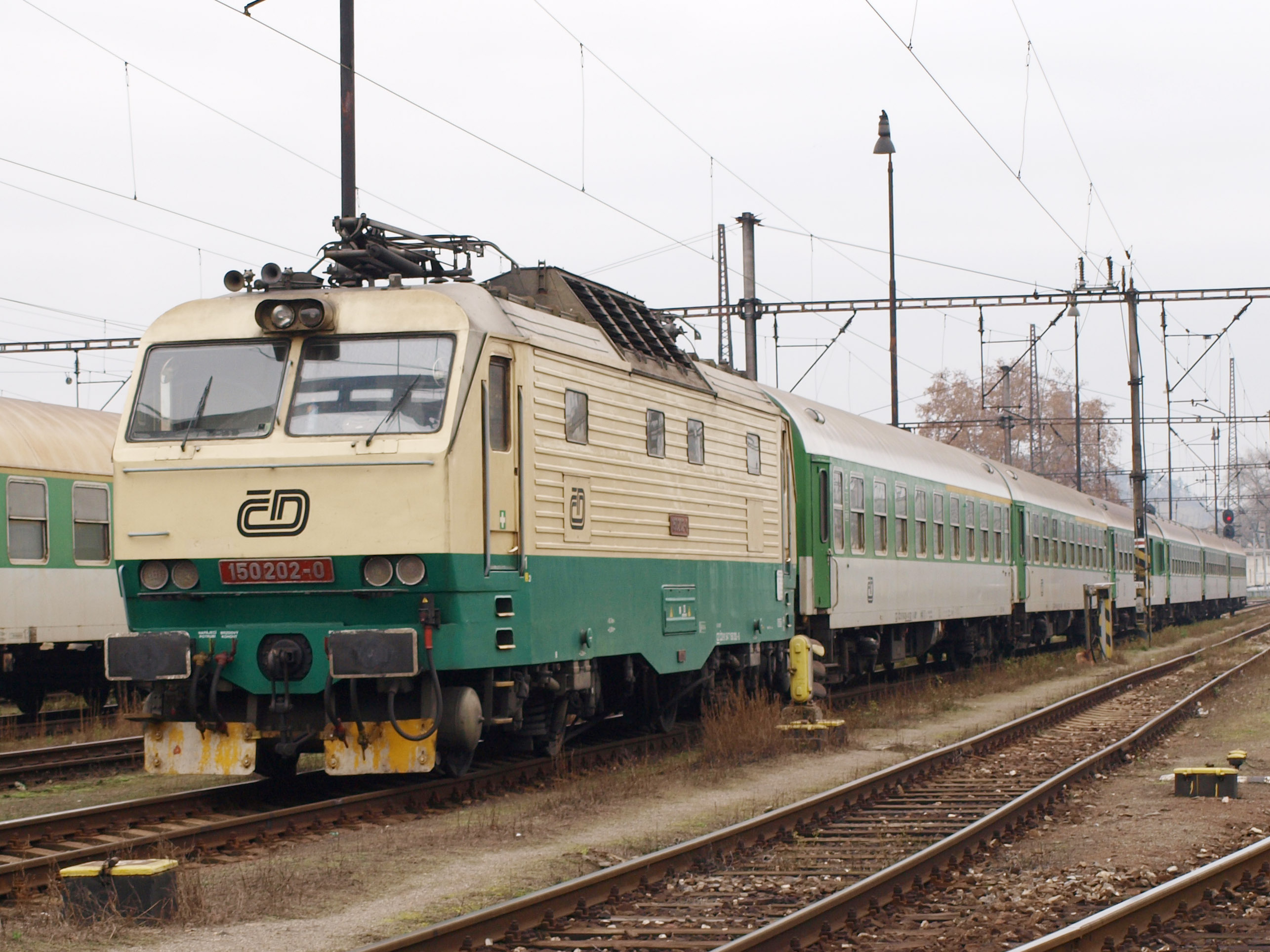
Lokomotiva 150.202 v Praze na smíchovském nádraží
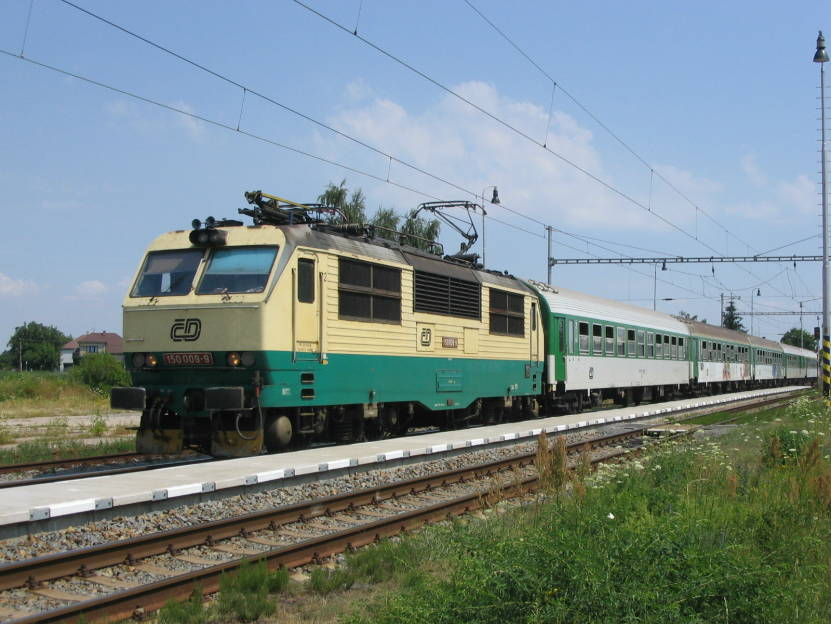
Lokomotiva ve stanici Praskačka
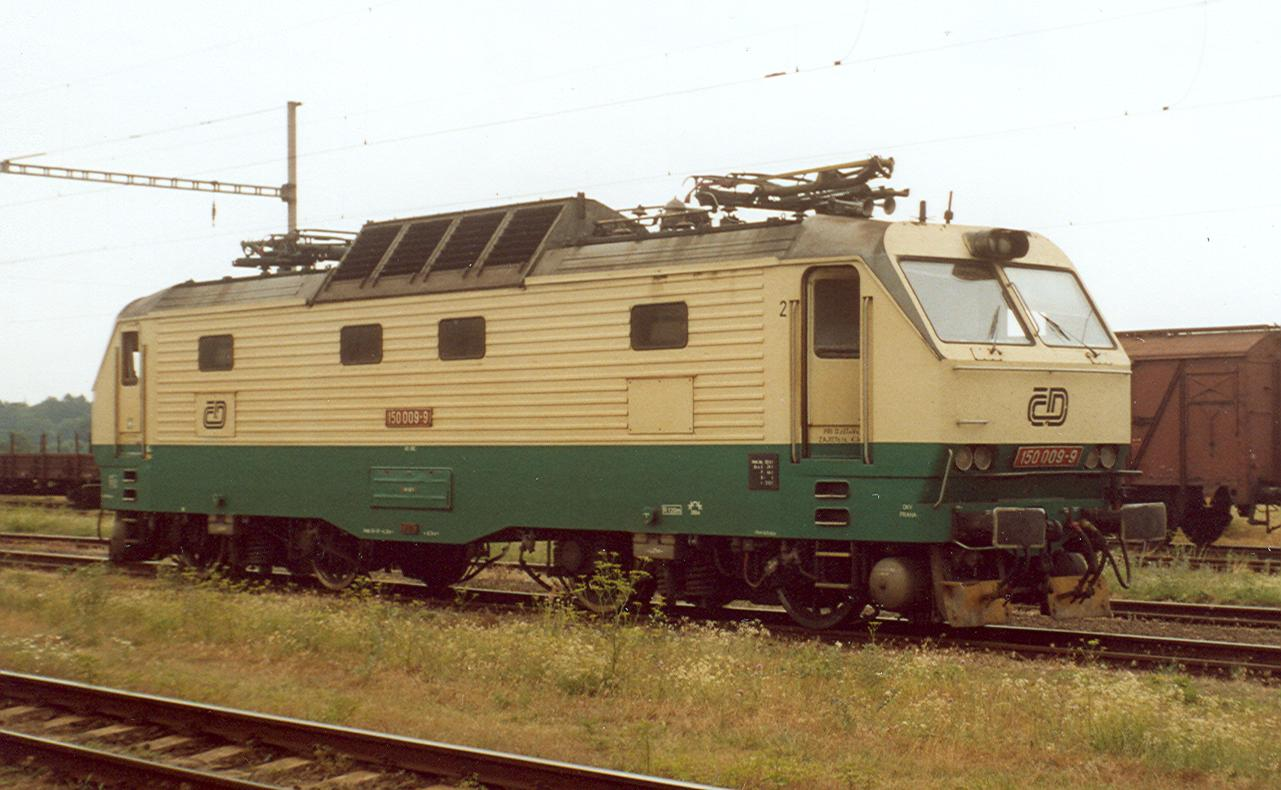
Boční pohled na lokomotivu
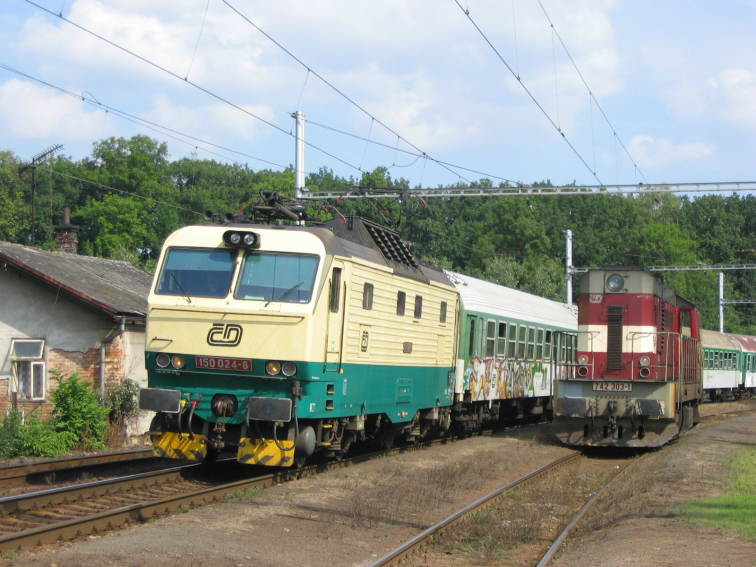
Lokomotiva na čele vlaku projíždějící stanicí Převýšov
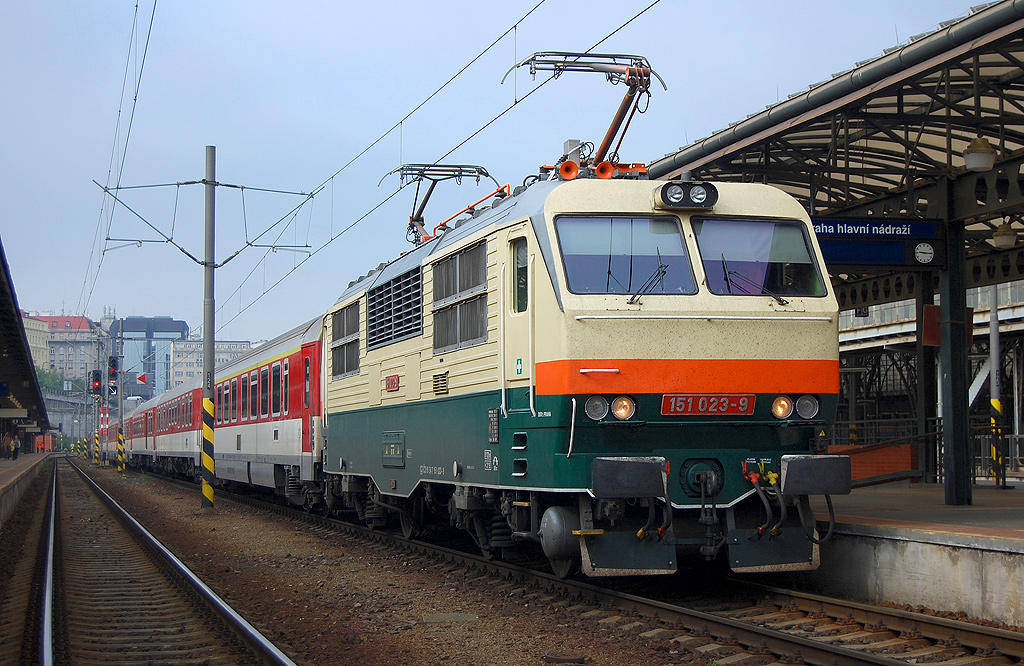
Lokomotiva 151.023 na pražském hlavním nádraží v čele Ex 121 Košičan
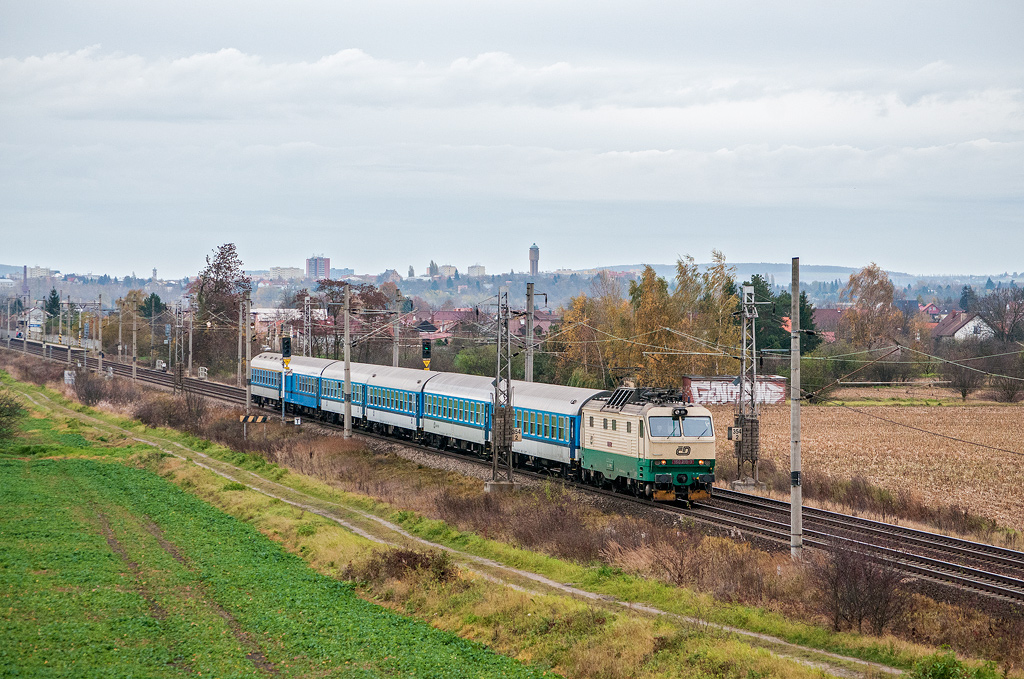
Lokomotiva 150.210 v čele rychlíku v Nové Vsi u Kolína
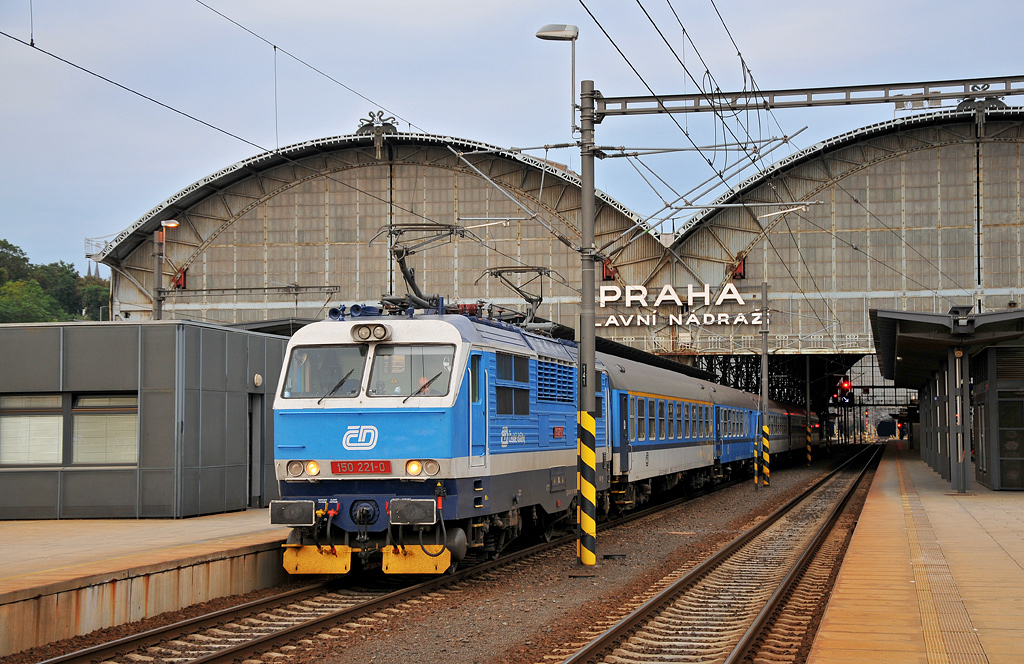
Lokomotiva 150.221 v novém korporátním laku vyčkává v Praze na odjezd s ranním rychlíkem do Luhačovic
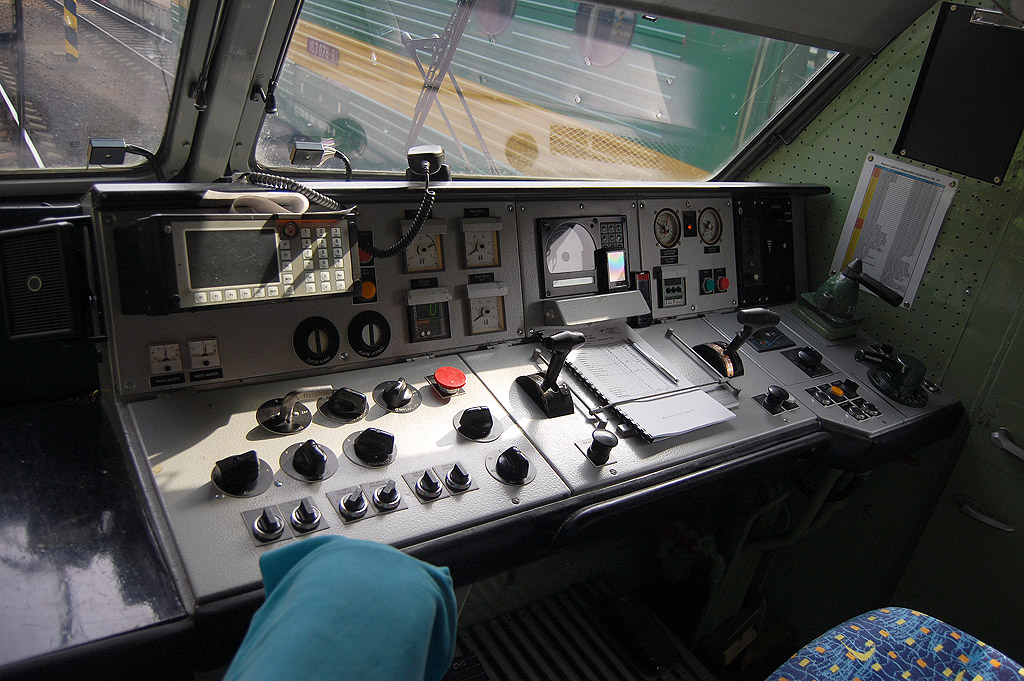
Pohled na stanoviště lokomotivy 151.023
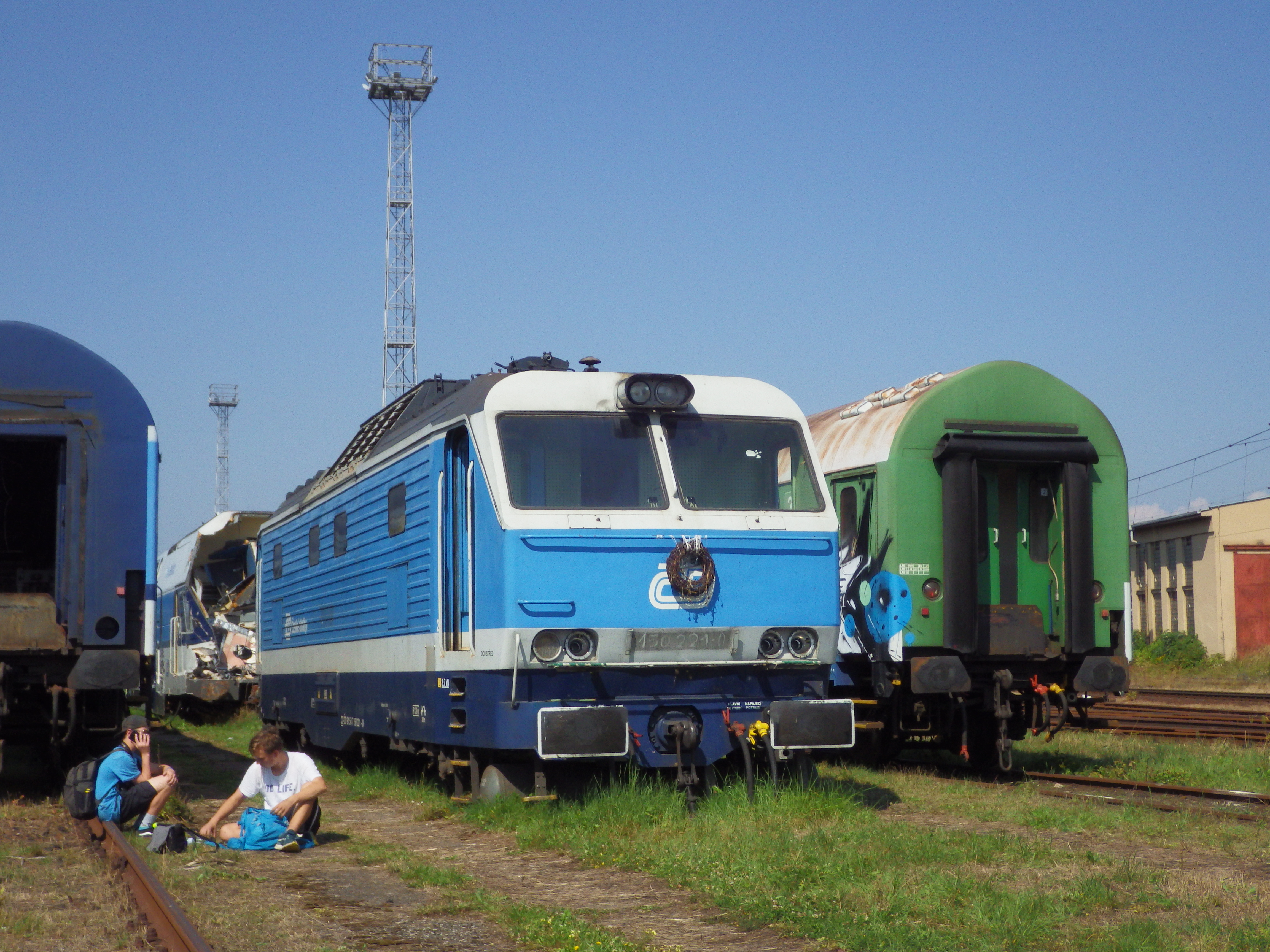
150.221 v České Třebové